# 希爾曼卡
51°30′49″N 30°59′11″E / 51.51361°N 30.98639°E
希爾曼卡（烏克蘭語：Гірманка），是烏克蘭北部切爾尼希夫州切爾尼希夫區米哈伊洛-科秋宾斯凯市镇的村落。始建於1724年，面積0.2平方公里，海拔高度152米，2001年人口117，人口密度每平方公里585人。